# Ruiyan Shiyan
Ruiyan Shiyan (chiń. 瑞巖師彦, pinyin Ruìyán Shīyàn; kor. 서암사언 Sŏam Saŏn; jap. Zuigan Shigen; wiet. Thôai Nham Sư Ngán) – chiński mistrz chan z południowej szkoły chan.

## Życiorys
Pochodził z terenów, które obecnie znajdują się w prowincji Fujian.
We wczesnym okresie praktyki chan był uczniem mistrza Jiashana Shanhui. Później został uczniem i spadkobiercą Dharmy jednego z najbardziej dynamicznych nauczycieli tego okresu – Yantou Quanhuo.
Po spotkaniu Yantou, Ruiyan spytał: „Co jest fundamentalnie stałą zasadą?”
Yantou powiedział: „Ruch.”
Ruiyan powiedział: „A jeśli porusza się, to wtedy co?”
Yantou powiedział: „Wtedy to nie jest fundamentalnie stała zasada.”
Ruiyan zatonął w myślach przez chwilę.
Yantou powiedział: „Jeśli się zgodzisz, to wtedy nie tracisz korzenia samsarycznego istnienia. Jeśli się nie zgodzisz, to wtedy na zawsze utonąłeś w życiu i śmierci.”
Po usłyszenia tych słów Ruiyan doświadczył głębokiego przebudzenia. Pokłonił się Yantou. Od tej pory kiedykolwiek Yantou pytał Ruiyana, aby sprawdzić jego rozumienie, Ruiyan nigdy nie popełnił błędu.
Później Ruiyan poszedł do Jiashana.
Jiashan spytał: „Skąd przychodzisz?”
Ruiyan powiedział: „Z Wolong” („Spoczywający Smok”)
Jiashan powiedział: Gdy przyszedłeś, ten smok wstał czy nie?”
Ruiyan patrzył na Jiashana.
Jiashan powiedział: „Kiedy rana została przypalona pozostaje szrama.”
Ruiyan powiedział: „Dlaczego mistrz jest wciąż taki zgorzkniały?”
Jiashan pozostawił to.
Ruiyan powiedział wtedy Jianshanowi: „Działanie w ten sposób jest łatwe. Nie działanie w ten sposób jest trudne. Działając w ten sposób raz za razem oznacza bycie czujnym. Nie działając w ten sposób raz za razem, oznacza zamieszkiwanie w pustym świecie. Działanie czy nie, mistrzu, proszę mów!”
Janshan powiedział: „Oszukałem ciebie.”
Ruiyan powiedział: „Stary mnichu, która godzina?”
Ruiyan wyszedł.
Występuje w gong’anach 72 z Congrong lui 12 z Bezbramnej bramy.

## Linia przekazu Dharmy zen
Pierwsza liczba oznacza liczbę pokoleń mistrzów od 1 Patriarchy indyjskiego Mahakaśjapy.
Druga liczba oznacza liczbę pokoleń od 28/1 Bodhidharmy, 28 Patriarchy Indii i 1 Patriarchy Chin.
- 33/6. Huineng (638–713)
  - 34/7. Qingyuan Xingsi (660–740)
    - 35/8. Shitou Xiqian (700–790)
      - 36/9. Tianhuang Daowu (748–807)
        - 37/10. Longtan Chongxin (782–865)
          - 38/11. Deshan Xuanjian (819–914)
            - 39/12. Yantou Quanhuo (828–887)
              - 40/13. Ruiyan Shiyan (bd)
              - 40/13. Luoshan Daoxian (bd)
                - 41/14. Mingzhao Deqian (bd) (także Mingwang)
                - 41/14. Daning Daokuan (bd)
                - 41/14. Zingbing (845–919)